# Griphus ternarii numeri
Griphus ternarii numeri ist ein aus 90 Hexametern bestehendes Gedicht, das Decimus Magnus Ausonius Ende des 4. Jahrhunderts n. Chr. in lateinischer Sprache verfasste. Es bildet ein raffiniertes Spiel mit Bezügen auf die Zahl drei in zahlreichen Wissensgebieten, Mythen und Poesie. Vorausgestellt ist ein Dedikationsbrief an Quintus Aurelius Symmachus.

## Inhalt und Bedeutung
Griphus ternarii numeri wird mit „Rätsel über die Zahl drei“ oder „Netz der Dreizahl“ übersetzt, wobei griphus die latinisierte Form des altgriechischen γρῖφος gríphos ist, was einerseits „Fischernetz“ bedeutet, dann aber auch „Rätsel“ oder laut Wilhelm Pape allgemein „alles künstlich Geflochtene und Verknüpfte“ sowie „künstlich verschlungene Reden“.

### Widmung
In seiner Dedikation an Quintus Aurelius Symmachus, mit dem Ausonius im Briefwechsel stand, setzt er mit Bescheidenheitsfloskeln sein Werk als in kurzer Zeit hingeworfenes Büchlein herab. Gleichzeitig betont er aber durch das Zitieren von Catull und Horaz seine Kenntnis der lateinischen Literatur. Die ecloga Flacci des Horaz mit ihrer Aufforderung zum dreimaligen Trinken habe ihn zu diesem Geflecht um die Zahl drei angeregt. Durch das eingestreute ἀμουσότερον („amusisch“) und die Erwähnung Platons betont er, dass er auch in der griechischen Welt zuhause ist. Sarkastisch erwähnt Ausonius die licentia militaris („militärische Ausgelassenheit, Zügellosigkeit“) bei einem Gastmahl während eines Manövers, an dem er als Mitglied des Kaiserhofes teilgenommen hatte. Dort wurde das Gedicht vorgetragen.

### Das Gedicht
Ein Schwerpunkt ist die Mythologie, die in den Versen 7–10, 18–23 und 26b–29 behandelt wird. Römische Götternamen wie Ops und Ceres mischen sich mit griechischen Themen, wie den Taten des Herkules und Themen aus der Odyssee. Anklänge an die Dichtung des Catull und Vergil zeigen die Belesenheit des Autors. Ausonius kann auf mehrere Jahrhunderte antike Mythologie und Literatur zurückgreifen. Zum Beispiel finden sich die „drei Bücher der Sybillen“, die in Vers 85 genannt werden, unter anderem in der lateinischen Literatur bei Marcus Terentius Varro (Liber IV de quindecim viris sacrorum 56c) und in der griechischen bei Dionysios von Halikarnassos (Antiquitates Romanae 4,62.) im 1. Jahrhundert v. Chr. und etwa ein Jahrhundert später bei Plinius dem Älteren (Naturalis historia XIII,88.).
Ausonius will aber darüber hinaus einen Überblick über das Wissen seiner Zeit bieten. Kurz werden Philosophie, Meteorologie, Physik, Mathematik, Recht, Rhetorik, Medizin, Musik und Religion tangiert. Es sind aber nur kurze, wenig fundierte Streiflichter. Zur Mathematik (Vers 50–60) erwähnt er die perfekte Zahl, definiert sie aber nicht, sondern beschreibt nur ihre kleinste Ausprägung ({\displaystyle 6=1+2+3} und damit Summe ihrer Teiler) mit den dunklen Worten:

“...ut idem / congrege ter terno per ter tria dissolvatur”

„[…] so dass dieselbe / nach Zusammenscharung von dreimal je drei durch dreimal drei aufgelöst wird“

Anscheinend haben ihn die Erwähnung der Zahl drei und die drei Faktoren fasziniert.
In einem der letzten Halbverse gedenkt er mit tris deus unus („drei sind ein Gott“) der Dreifaltigkeit, einem wesentlichen Dogma des Christentums, dem Ausonius in seinem Gedicht Ephemeris (3) ein emotionales Gebet widmete.

## Überlieferung
Das Werk des Ausonius hat sich in zahlreichen Handschriften erhalten. Griphus ternarii numeri ist in jedem der drei Hauptüberlieferungsstränge enthalten und wurde in die Gesamtausgaben aufgenommen. Dennoch wurde das Gedicht wenig beachtet. Erst bei F. Sylvius findet sich ein Kommentar, der 1516 in Paris gedruckt wurde.